# Melapera roastis
Melapera roastis là một loài bướm đêm trong họ Noctuidae.